# Tómas Heiðar
Tómas Haukur Heiðar (* 10. August 1962 in Reykjavík), geschrieben auch Tomas Heidar und Thomas Heidar, ist ein isländischer Jurist und Diplomat. Er ist seit 2014 Richter am Internationalen Seegerichtshof und seit 2023 dessen Präsident.

## Leben
Seine universitäre Ausbildung erhielt Tómas H. Heiðar zwischen 1982 und 1988 an der Universität Island. Dort wurde ihm sowohl der Bachelor of Arts als auch der Master of Laws verliehen. Nach Abschluss seines Studiums absolvierte er die Haager Akademie für Völkerrecht und arbeitete dann zunächst als Rechtsanwalt in einer Anwaltskanzlei in Reykjavík. Ab 1992 bildete er sich mit dem Besuch der Universität Kopenhagen und der Universität des Saarlandes im Europarecht weiter. 1994 trat er in den öffentlichen Dienst seines Heimatlandes ein. Zunächst war er für die nationale Kommission für Hochseefischerei tätig und nahm für Island unter anderem an Verhandlungen mit Norwegen und Russland zu Fragen der Fischerei in der Barentssee teil. Ab 1996 war er als Rechtsberater des isländischen Außenministeriums tätig. In dieser bis 2009 dauernden Tätigkeit führte Tómas Heiðar zahlreiche Delegationen Islands bei internationalen Konferenzen an. So saß er etwa von 1997 bis 2002 der isländischen Delegation bei der Nordwestatlantische Fischereiorganisation vor, nahm an den Verhandlungen zum Kyoto-Protokoll teil und leitete die isländische Delegation bei den Verhandlungen zur Schaffung des Internationalen Strafgerichtshofs. 2009 entsandte ihn sein Heimatland zur Internationalen Walfangkommission. Neben dieser Tätigkeit war Tómas Heiðar bis 2013 als stellvertretender Vorsitzender des Komitees für Fischereifragen maßgeblich an den Beitrittsverhandlungen Islands mit der Europäischen Union beteiligt. 2014 wurde er von Island, Dänemark, Finnland, Norwegen und Schweden als Kandidat für den Posten eines Richters am Internationalen Seegerichtshof in Hamburg vorgeschlagen und von den Mitgliedsstaaten des Seerechtsübereinkommen gewählt. Seine neunjährige Amtszeit begann am 1. Oktober 2014. Im Jahr 2023 wurde er für eine weitere Amtszeit wiedergewählt.

## Auszeichnungen
- Ritter I. Klasse des Orden des Löwen von Finnland

## Publikationen (Auswahl)
- Legal and Scientific Aspects of Continental Shelf Limits. Martinus Nijhoff, 2004, gemeinsam mit John Norton Moore.
- Emerging UN Law of the Sea Issues. In: Myron H. Nordquist, John Norton Moore, Kuen-chen Fu (Hrsg.):  Recent developments in the law of the sea and China. Nijhoff, Leiden 2006, ISBN 90-04-14841-8, S. 35–46.
- The legal regime of the Arctic Ocean. In: Zeitschrift für ausländisches öffentliches Recht und Völkerrecht. Vol. 69 (2009), Nr. 3, ISSN 0044-2348, S. 635–640.